# Сергеевка (Рославльский район)
Сергеевка — деревня в Рославльском районе Смоленской области России. Входит в состав Сырокоренского сельского поселения. Население — 2 жителя (2007 год). 
Расположена в южной части области в 51 км к северо-востоку от Рославля, в 1 км севернее автодороги А101 Москва — Варшава («Старая Польская» или «Варшавка»), на берегу реки Крапивна. В 30 км южнее деревни расположена железнодорожная станция О.п. 37-й км на линии Рославль — Фаянсовая. 

## История
В годы Великой Отечественной войны деревня была оккупирована гитлеровскими войсками в августе 1941 года, освобождена в сентябре 1943 года.